# Stefan Ristovski
Stefan Ristovski (Skopie, 12 de febrero de 1992) es un futbolista macedonio que juega de defensa en el F. K. Sarajevo de la Liga Premier de Bosnia y Herzegovina. Es internacional con la selección de fútbol de Macedonia del Norte.

## Carrera
Ristovski comenzó su carrera en el FK Vardar en el que jugó entre 2008 y 2010. Allí jugó 23 partidos y marcó 1 gol. Después fichó por el Parma Calcio. En el club italiano jugó muy poco y durante sus 5 años de estancia en el club pasó por varios clubes en calidad de cedido. Estuvo cedido en el FC Crotone, en el Frosinone Calcio, en el AS Bari y dos temporadas en el US Latina Calcio, en el que disputó más partidos. Allí jugó 56 partidos y marcó 3 goles.

### Spezia
En 2015 fue fichado por el Spezia Calcio, y nada más ficharlo lo cedió en el HNK Rijeka con el que disputó la temporada 2015-16 y 2016-17. En el club croata disputó 65 partidos. 
La temporada 2017-18 la comenzó de nuevo jugando cedido en el HNK Rijeka disputando el 11 de julio de 2017 el primer partido oficial en la fase previa de la Liga de Campeones de la UEFA 2017-18. Sin embargo, su salida del club parecía inminente.

### Sporting CP
En verano de 2017, y ante el interés de varios clubes, acabó fichando por el Sporting Clube de Portugal en calidad de cedido.

## Selección nacional
Ristovski fue internacional con la selección de fútbol de Macedonia del Norte sub-19 y sub-21. Desde el 10 de agosto de 2011 es internacional absoluto con su selección, con la que marcó su primer gol el 11 de junio de 2017 frente a la selección de fútbol de España.

## Clubes
| Club                         | País                 | Año       |
| ---------------------------- | -------------------- | --------- |
| F. K. Vardar                 | Macedonia del Norte  | 2008-2010 |
| Parma F. C.                  | Italia               | 2010-2015 |
| F. C. Crotone (cedido)       | Italia               | 2011-2012 |
| Frosinone Calcio (cedido)    | Italia               | 2012      |
| A. S. Bari (cedido)          | Italia               | 2012-2013 |
| U. S. Latina Calcio (cedido) | Italia               | 2013-2015 |
| Spezia Calcio                | Italia               | 2015-2017 |
| H. N. K. Rijeka (cedido)     | Croacia              | 2015-2017 |
| Sporting C. P. (cedido)      | Portugal             | 2017-2018 |
| Sporting C. P.               | Portugal             | 2018-2021 |
| G. N. K. Dinamo Zagreb       | Croacia              | 2021-2025 |
| F. K. Sarajevo               | Bosnia y Herzegovina | 2025-     |

## Palmarés

### Títulos nacionales
| Título                      | Club                   | País     | Año  |
| --------------------------- | ---------------------- | -------- | ---- |
| Prva HNL                    | H. N. K. Rijeka        | Croacia  | 2017 |
| Copa de Croacia             | H. N. K. Rijeka        | Croacia  | 2017 |
| Copa de la Liga de Portugal | Sporting C. P.         | Portugal | 2018 |
| Copa de la Liga de Portugal | Sporting C. P.         | Portugal | 2019 |
| Copa de Portugal            | Sporting C. P.         | Portugal | 2019 |
| Copa de la Liga de Portugal | Sporting C. P.         | Portugal | 2021 |
| Prva HNL                    | G. N. K. Dinamo Zagreb | Croacia  | 2021 |
| Copa de Croacia             | G. N. K. Dinamo Zagreb | Croacia  | 2021 |
| Prva HNL                    | G. N. K. Dinamo Zagreb | Croacia  | 2022 |
| Supercopa de Croacia        | G. N. K. Dinamo Zagreb | Croacia  | 2022 |
| Prva HNL                    | G. N. K. Dinamo Zagreb | Croacia  | 2023 |
| Supercopa de Croacia        | G. N. K. Dinamo Zagreb | Croacia  | 2023 |
| Prva HNL                    | G. N. K. Dinamo Zagreb | Croacia  | 2024 |
| Copa de Croacia             | G. N. K. Dinamo Zagreb | Croacia  | 2024 |